# Wdowa (typografia)

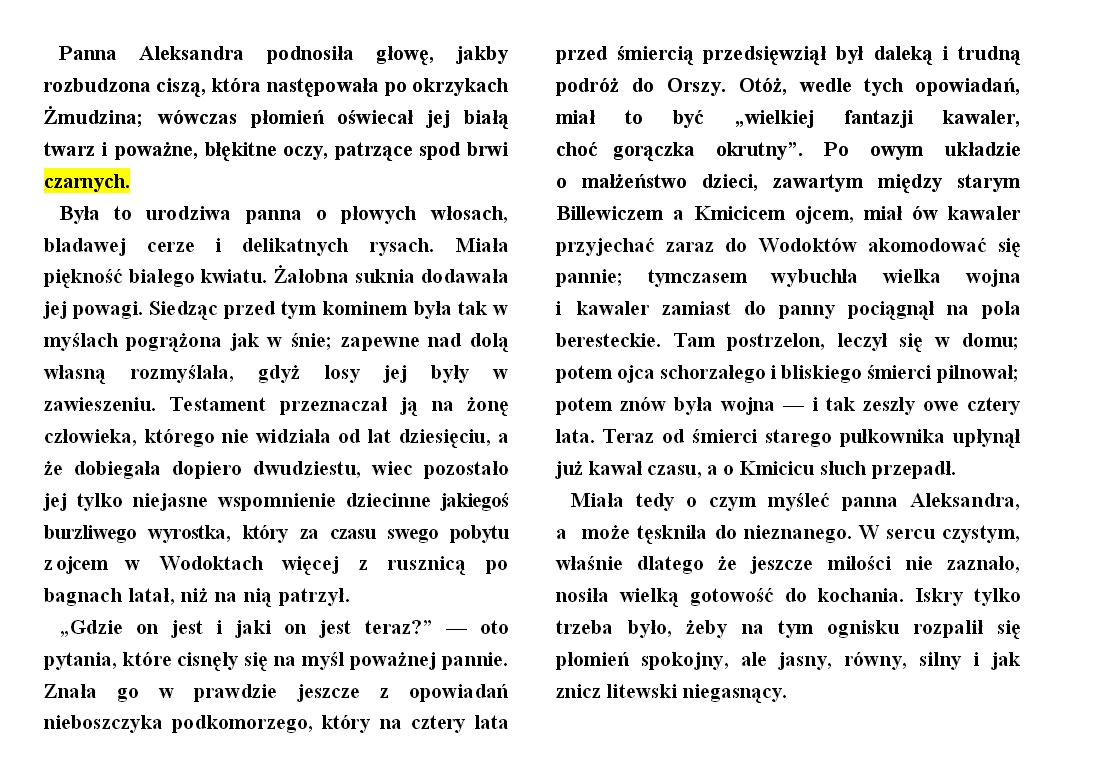
Przykład wdowy

Wdowa (ang. widow) – błąd typograficzny polegający na pozostawieniu bardzo krótkiego wiersza tekstu (zazwyczaj pojedynczego wyrazu lub jego części) na końcu akapitu.

## Charakterystyka
Ilość tekstu w ostatnim wierszu akapitu powinna wynosić przynajmniej dwukrotność szerokości jego wcięcia akapitowego. Gdy jest ona mniejsza, tworzy złudzenie pustego wiersza między akapitami, a gdy stanowi ostatni wiersz danego łamu, optycznie skraca go względem sąsiadujących.
W celu zlikwidowania wdowy w akapicie należy przesunąć miejsca dzielenia znajdujących się w nim wyrazów lub zmienić jego parametry trackingu, tak by „wciągnąć” zbyt krótki fragment tekstu do poprzedniego wiersza. Jeśli wdowa znajduje się w ostatnim wierszu łamu, takie rozwiązanie doprowadziłoby do powstania szewca. W takim przypadku używa się trackingu do rozrzedzenia tekstu w akapicie i wydłużenia jego ostatniego wiersza.
W przeciwnym przypadku – bardzo długiego ostatniego wiersza akapitu, po którym pozostaje przestrzeń węższa od stopnia pisma wyrażonego w punktach – taki wiersz powinno się „dociągnąć” do krawędzi łamu.
Wdową nazywa się czasem błędnie samotny ostatni wiersz akapitu, który podczas błędnego formatowania tekstu znalazł się na następnej stronie dokumentu. Poprawną nazwą dla tego błędu jest bękart.